# Shaanxi Y-9

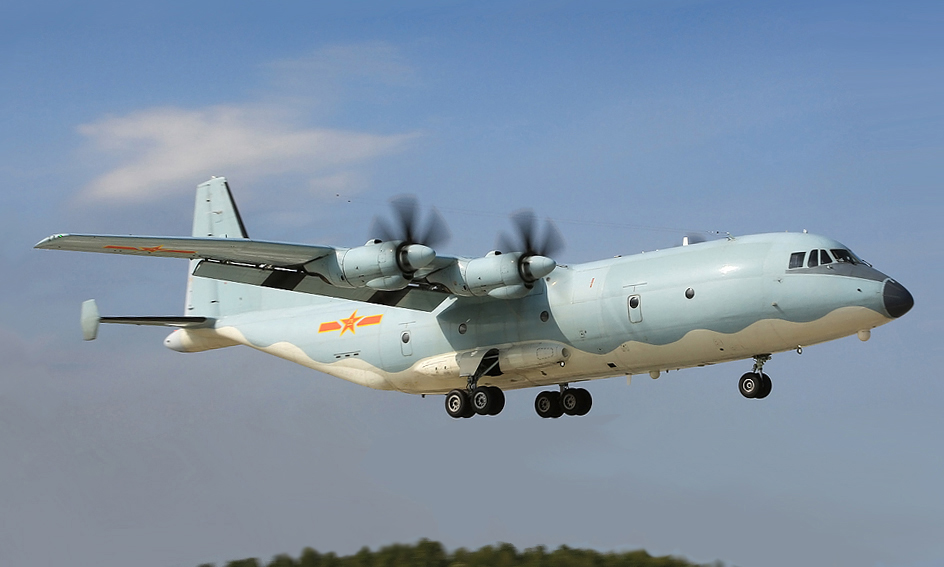
Shaanxi Y-9.

Le Shaanxi Y-9 (en chinois : 运-9 ; pinyin : Yùn-9) est un avion de transport militaire produit par la Shaanxi Aircraft Corporation (en) en Chine.
Il s'agit d'un développement étendu et amélioré du Shaanxi Y-8F.
Selon la déclinaison, il peut être utilisé pour la lutte anti-sous-marine, pour la guerre électronique ou encore comme système de détection et de commandement aéroporté.

## Développement
Le développement du Y-9 a peut-être commencé dès 2002 sous le nom de programme Y-8X. Le programme aurait été le fruit d'un effort de collaboration avec les concepteurs de l'An-12 dont il était dérivé, mais il n'y pas de preuve officielle de cette coopération. Il visait à concurrencer le Lockheed Martin C-130J Super Hercules. Shaanxi espérait effectuer le premier vol dès 2006, mais celui-ci a été retardé. Des modifications de conception ont été apportées en 2006, puis la conception a été gelée en janvier 2010. Après le gel de la conception, il a été suggéré que le premier vol dépendrait de l'obtention d'un client de lancement ; la construction n'avait pas non plus encore commencé. L'avion a finalement volé en novembre 2010.
Le Y-9 est entré en service dans la Force aérienne de l'Armée populaire de libération (PLAAF) en 2012 et sa pleine capacité opérationnelle a été annoncée en décembre 2017.
Depuis sa mise en service, de nombreuses variantes ont été développées, principalement dans le domaine de la guerre électronique, des systèmes de détection (AWACS) et de la lutte anti-sous-marine.

## Caractéristiques
Le Y-9 est propulsé par quatre turbopropulseurs WoJiang WJ-6C. Les hélices portent six pales, sont fabriquées en matériaux composites chinois JL-4 et ressemblent beaucoup aux Dowty R406. Le WJ-6C peut être remplacé par le Pratt & Whitney Canada PW150B dans la variante d'exportation Y-9E sur demande du client.
La vitesse de croisière est de 300 nœuds (560 km/h) avec une autonomie d'environ 10h30.
Le Y-9 est conçu pour une charge utile de 25 t mais il peut emporter jusqu'à 30 t en configuration de surcharge. La soute a une longueur de 16,2 m, une largeur de 3,2 m et une hauteur de 2,35 m. La soute a un volume interne de 155 m3 et est équipée de rouleaux de manutention et d'anneaux d'arrimage. L'entrée arrière de la soute fonctionne également comme une rampe.
L'avion peut accueillir jusqu'à 106 passagers, 132 parachutistes ou 72 civières. Pour les véhicules, il peut transporter deux véhicules de combat aérolagable ZBD-03 ou ZBD-04 ainsi que divers autres équipements militaires tels que des camions légers, des conteneurs de fret ou des palettes.

## Variantes
- Y-9 : version de base
- Y-9E : version d'export
- KJ-500 : version AWACS
- Y-9JZ : version de renseignement électronique[6]

## Utilisateurs
- Chine[7]
  - Armée de terre chinoise
  - Force aérienne chinoise: 3 Y-9G, 2 Y-9XZ, 30 Y-9
  - Force aéronavale de l'Armée populaire de libération (en): +20 Y-9 ASW, 6 Y-9JZ
- Birmanie
- Namibie: Y-9E[8]